# Рибалонга (Карразеда-ди-Ансиайнш)
Рибало́нга (порт. Ribalonga) — район (фрегезия) в Португалии, входит в округ Браганса. Является составной частью муниципалитета Карразеда-ди-Ансьяйнш. По старому административному делению входил в провинцию Траз-уж-Монтиш и Алту-Дору. Входит в экономико-статистический субрегион Доуру, который входит в Северный регион. Население составляет 115 человек на 2001 год. Занимает площадь 8,52 км².